# Eli Marienthal
Eli Marienthal (né le 6 mars 1986) est un acteur américain.
Il a tenu le rôle de Sam en 2004 dans le film Le Journal intime d'une future star.

## Filmographie

### Film
| Year | Film                                 | Role                                | Notes           |
| ---- | ------------------------------------ | ----------------------------------- | --------------- |
| 1996 | Unlikely Angel                       | Matthew Bartilson                   |                 |
| 1997 | First Love, Last Rites               | Adrian                              |                 |
| 1998 | Slums of Beverly Hills               | Richard "Rickey" Abromowitz         |                 |
| 1998 | Jack Frost                           | Spencer                             |                 |
| 1999 | American Pie                         | Matthew "Matt" Stifler              |                 |
| 1999 | The Iron Giant                       | Hogarth Hughes (voice)              |                 |
| 2001 | American Pie 2                       | Matthew "Matt" Stifler              |                 |
| 2002 | The Country Bears                    | Dexter "Dex" Barrington             |                 |
| 2003 | Batman: Mystery of the Batwoman      | Robin / Timothy "Tim" Drake (voice) |                 |
| 2004 | Confessions of a Teenage Drama Queen | Sam "Samuel"                        | Final film role |

### Television
| Year      | Television series   | Role                               | Notes                                                                          |
| --------- | ------------------- | ---------------------------------- | ------------------------------------------------------------------------------ |
| 2000      | Touched by an Angel | John                               | Guest Star: Episode - A House Divided                                          |
| 2000      | Batman Beyond       | Dak                                | Guest Star: Episode - Where's Terry                                            |
| 2000–2001 | Tucker              | Tucker Pierce                      | Series Regular                                                                 |
| 2001–2002 | The Zeta Project    | Young Zee                          | Guest Star: 4 Episodes - Change of Heart, Shadows, Ro's Gift, The River Rising |
| 2002      | Static Shock        | Robin / Timothy "Tim" Drake        | Guest Star: Episode - The Big Leagues                                          |
| 2003      | Fillmore !          | Derek Minna, Computerized Stingray | Guest Star: Episode - Two Wheels, Full Throttle, No Brakes                     |
| 2009      | The Big Bang Theory | Mike Wyatt                         | Cameo: Episode - The Pirate Solution                                           |